# Harvey Cushing

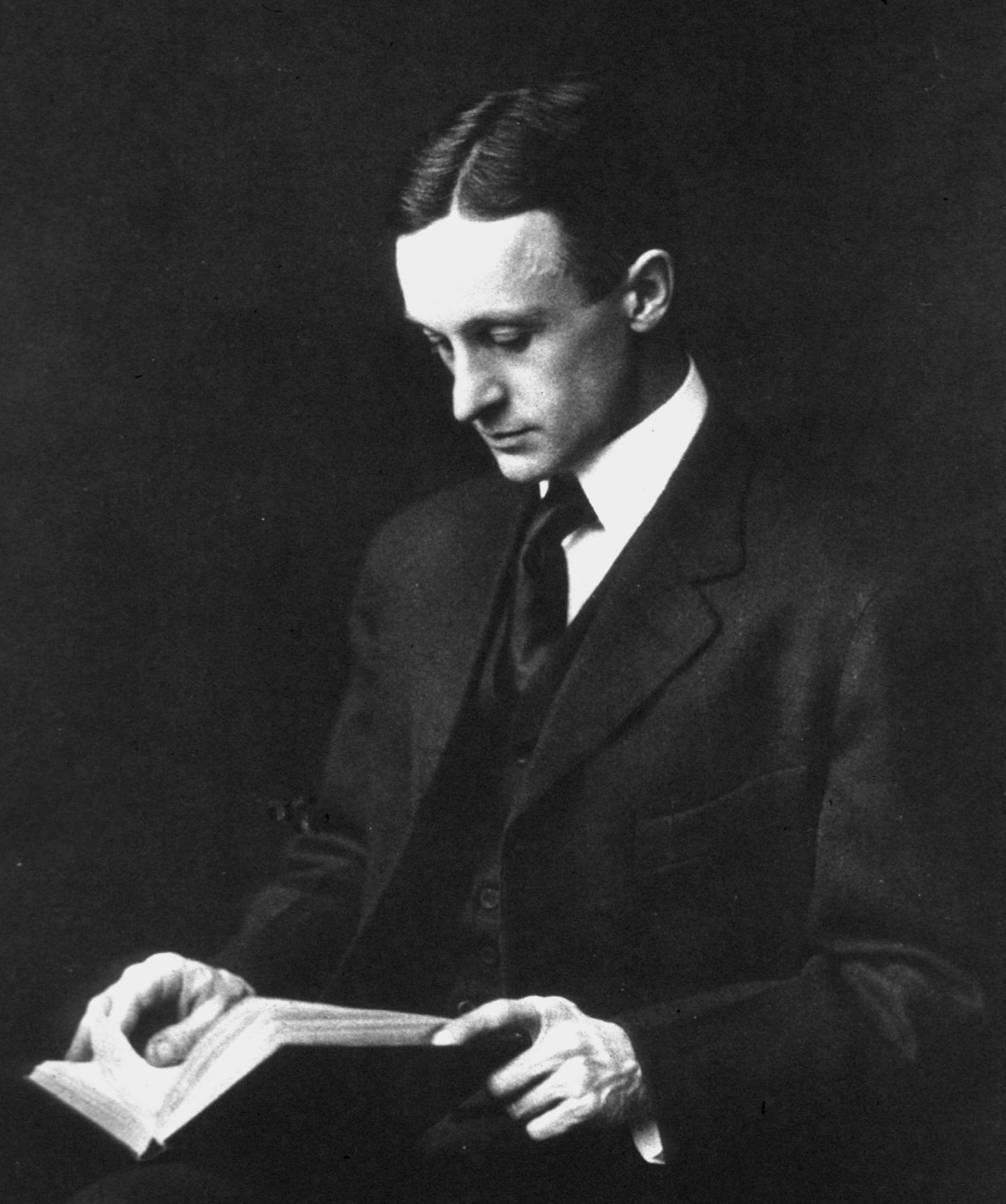
Harvey W. Cushing (um 1900)

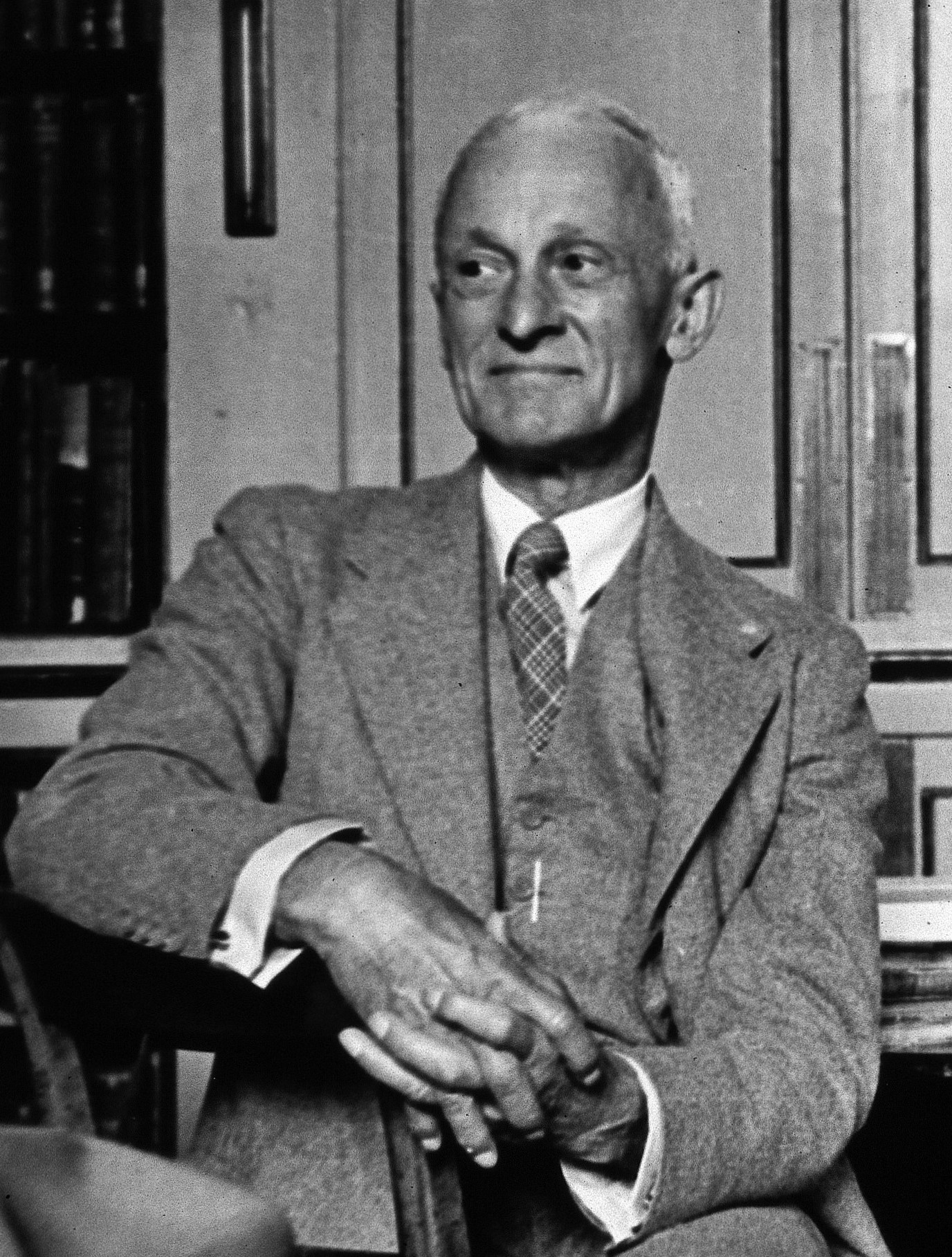
Harvey Cushing (1938)

Harvey Williams Cushing [ˈhɑːvɪ ˈwɪli.əmz ˈkʊʃɪŋ] (* 8. April 1869 in Cleveland, Ohio; † 7. Oktober 1939 in New Haven, Connecticut) war ein US-amerikanischer Neurochirurg und Medizinhistoriker. Er gilt als Begründer der modernen Neurochirurgie und ist der Namensgeber unter anderem des Morbus Cushing und des Cushing-Syndroms.

## Familie
Harvey Williams Cushing wurde als jüngstes von zehn Kindern des Frauenarztes Henry-Kirke Cushing und dessen Frau Betsey Maria (geborene Williams) geboren, er war Nachkomme einer Familie mit langer medizinischer Tradition. 1902 heiratete er Katharine (Crowell), aus der Ehe gingen fünf Kinder hervor. Seine Tochter Betsey Cushing Roosevelt Whitney wurde Kunstsammlerin und heiratete in erster Ehe den General James Roosevelt. Cushing wurde in einem Ehrengrab auf dem Lake View Cemetery in seiner Geburtsstadt Cleveland bestattet. In unmittelbarer Nachbarschaft liegt die Grabstätte der Rockefeller-Dynastie.

## Ausbildung und Beruf
Nach der Grundschulausbildung in Cleveland besuchte Harvey Cushing ab September 1887 das renommierte College in Yale. Schon als College-Schüler zeigten sich seine vielseitigen Talente: wissenschaftlich, sportlich, belesen und künstlerisch begabt. 1891 (B.A.) ging er an die Harvard Medical School in Boston, um Medizin zu studieren, unter anderem bei William Stewart Halsted, William Osler und William Henry Welch. Im zweiten Ausbildungsjahr nahm Cushing am klinischen Unterricht im Massachusetts General Hospital (M.G.H.) teil und führte meist die Operationsvorbereitung mit Äther-Narkosen durch. Hier ereignete sich ein Anästhesie-Zwischenfall, der Cushing zur Suche nach Wegen zur Minderung letaler Narkosen motivierte: 1895 führten Cushing und Ernest A. Codman (1869–1940) ein Äthernarkoseprotokoll zur Anästhesie-Verlaufskontrolle ein, das die wichtigsten Parameter (Atmung, Puls, Temperatur) enthielt – ein Meilenstein für die Chirurgie und Cushings medizinische Karriere.
Im Juni 1895 schloss er das Medizinstudium mit der Promotion (cum laude) an der Harvard University ab und arbeitete ein Jahr lang als Assistenzarzt am M.G.H. 1896 verließ er Boston, um am Johns Hopkins Hospital in Baltimore bei dem Chirurgen Halsted zu arbeiten. Bis 1900 blieb er dort und begab sich anschließend auf eine Europareise. In England traf er zunächst Osler und den Neurochirurgen Victor Horsley. Er besuchte Krankenhäuser in Frankreich und der Schweiz, arbeitete bis zum März 1901 mit dem Berner Chirurgen Theodor Kocher (bei dem er nach dem Erlebnis einer unglücklich verlaufenden Hirnoperation zur weiteren Beschäftigung mit der Gehirnchirurgie angeregt wurde) und dem Physiologen Hugo Kronecker. Dann volontierte er im Laboratorium des Physiologen Angelo Mosso in Turin, wo er sich mit der Frage von Blutdruckerhöhungen bei ansteigendem intrakranialem Druck beschäftigte. In Pavia sah Cushing erstmals das Blutdruckmessgerät von Scipione Riva-Rocci im klinischen Routinebetrieb. In Bern traf er Hermann Sahli, in Deutschland begegnete er Friedrich Daniel von Recklinghausen, Wilhelm Erb und Eduard Pflüger. Dann nahm er an tierexperimentellen Studien in Liverpool bei Charles Scott Sherrington teil.
In die Vereinigten Staaten zurückgekehrt trat er eine klinisch-chirurgische Stelle am Johns Hopkins Hospital bei Halsted an, wo er bis 1912 blieb. Unmittelbar nach seiner Europareise entwickelte er ein neues Anästhesie-Verlaufsprotokoll, in dem nun auch der Blutdruck routinemäßig erfasst wurde. Die Messungen selbst wurden mit einem von Cushing modifizierten Blutdruckmessgerät durchgeführt. In den Baltimore-Jahren spezialisierte er sich auf die Neurochirurgie, führte wichtige klinische Blutdruckstudien bzw. Untersuchungen zur physiologischen (Ringer-)Kochsalzlösung durch und gründete das Hunterian Laboratory für Experimentalchirurgie.
Ab 1910 war Cushing maßgeblich an Planung und Bau des Peter Bent Brigham Hospital in Boston beteiligt (Harvard Medical School) und 1912 übernahm er hier die Moseley Professur für Chirurgie (bis 1932) sowie die Position des Chefchirurgen und etablierte eine der bemerkenswertesten Kliniken Amerikas. 1914 wurde er in die American Academy of Arts and Sciences gewählt, 1917 in die National Academy of Sciences und 1930 in die American Philosophical Society. 1923 nahm unter seiner Leitung die erste Intensivstation der Medizingeschichte ihren Betrieb auf. Das Frühjahr 1915 und 1917 verbrachte Cushing mit einem Ärzteteam in Paris im Dienst der amerikanischen Armee. Dort entwickelte er ein gewebeschonendes Verfahren zur Entfernung von Granat- bzw. Geschosssplittern aus verletzten Hirnarealen: Mittels eines vor einen starken Elektromagneten vorgesetzten Eisennagels konnten diese nach vorherigem Absaugen von Gewebetrümmern bei günstiger Lage durch den Schuss- bzw. Eindringkanal herausgezogen werden.
Die neurochirurgische Klinik gewann rasch weltweites Ansehen und zog Ärzte aus aller Welt an, etwa die französischen Chirurgen Clovis Vincent (1879–1947) und René Leriche. In seiner aktiven Zeit konnte er die Letalität neurochirurgischer Eingriffe von über 90 % bis 1931 auf 7 % reduzieren. Nach mehr als 2000 Hirntumoroperationen gab Cushing 1932 aus Altersgründen seine Position in Boston auf. Man konnte ihn aber für eine Professur der Neurologie bzw. der Medizingeschichte an der Yale-Universität, New Haven, gewinnen, die er bis 1937 vertrat. 1932 wurde er zum Mitglied der Leopoldina und 1935 zum auswärtigen Mitglied der Königlich Niederländischen Akademie der Wissenschaften gewählt.

## Leistung
Harvey W. Cushing war einer der bedeutendsten Neurochirurgen des 20. Jahrhunderts. Darüber hinaus führte er das Narkoseprotokoll zur obligatorischen Kontrolle lebenswichtiger Funktionen inklusive routinemäßiger Blutdruckmessung ein. Er setzte als einer der ersten bereits zwischen 1895 und 1899 Jahren Röntgenstrahlen zur medizinischen Diagnostik ein.
Bis 1898 hatte er das von Halsted entwickelte Verfahren der Leitungsanästhesie weiter ausgebaut und operierte damit unter anderem Leistenhernien.
Die wissenschaftlichen Leistungen Cushings sind sehr vielfältig: Hypophysektomie, Senkung der Operationssterblichkeit von 90 % auf 6 %, Einführung der Elektrokauterisation, histologische Klassifikation der Hirntumoren und Rückenmarkstumoren, Hypophysentumoren (1912), Tumoren der Gehörnerven (1917), Gliome (1926), Physiologie des Schädelinneren, Hirnchirurgie (1926), Hirngefäßtumoren (1928), intrakranielle Tumoren (1932) und vor allem Meningeome (1938 mit L. Eisenhardt). Er beschrieb 1912 als Erster einen Fall des später (1932) ausführlich von ihm beschriebenen und nach ihm als Cushingsche Krankheit und Cushing-Syndrom bezeichneten basophilen Adenoms der Hypophyse mit seinen konstitutionellen Folgen und trug zur Erforschung der Akromegalie bei. Neben dem Cushing-Verfahren als operatives Verfahren und den Cushing-Clips wurde auch der Cushing-Ulkus und der Cushing-Reflex nach ihm benannt.
Die Zeit in Baltimore war für Cushing stark vom Einfluss Oslers geprägt, der Chef der Inneren Abteilung war und 1905 als Regius Professor nach Oxford berufen wurde. Es entwickelte sich damals eine lebenslange Freundschaft zwischen beiden Ärzten. Cushing teilte die literarischen und bibliophilen Neigungen Oslers und verfasste nach dessen Tod die Biographie des Freundes, die 1926 mit dem Pulitzer-Preis (für Biographien) ausgezeichnet wurde.
Harvey Cushing sammelte alte Ausgaben medizinischer Bücher und medizinhistorische Werke und schrieb selbst auch über die Geschichte der Medizin. Er publizierte 13 Bücher und mehr als 330 wissenschaftliche Aufsätze, erhielt 23 Ehrendoktortitel, besaß Präsidentschaften in 7 und Ehrenmitgliedschaften in 60 wissenschaftlichen Gesellschaften und hielt 16 international bedeutende Preisreden. 1930 erhielt er die Lister-Medaille. Seit 1960 ist er Namensgeber für den Cushing Peak, einen Berg auf der Brabant-Insel in der Antarktis.

## Schriften (Auswahl)
- Cocaine anaesthesia in the treatment of certain cases of hernia and in operations for the thyroid tumors. In: Johns Hopkins Hospital Bulletin. Band 9, 1898, S. 192 ff.
- On the avoidance of shock in major amputations by cocainization of large nerve-trunks preliminary to their division. With observations on blood-pressure changes in surgical cases. In: Ann Surg. 36, 1902, S. 321.
- Some experimental and clinical observations concerning states of increased intracranial tension. In: Am J Med Sci. 124, 1902, S. 396.
- On the routine determination of arterial tension in operating room and clinic. In: Boston Med Surg J. 148, 1903, S. 250.
- mit S. J. Crowe und John Homans: Experimental hypophysectomy. In: Bull. Johns Hopkins Hosp. Band 21, 1910, S. 127 ff.
- The Life of Sir William Osler. 1925.
- From a surgeon’s journal, 1915–1918. Boston 1936.
- mit Louise Eisenhardt: Meningeomas. Thomas, Springfield (Ill.)/Baltimore 1938.
- A Bio-Bibliography of Andreas Vesalius. Schuman’s, New York 1943.